# Hans Martínez
Hans Alexis Martínez Cabrera (Santiago del Cile, 4 gennaio 1987) è un ex calciatore cileno, di ruolo difensore.

## Palmarès
- Campionato cileno: 1

Universidad Católica: 2010